# Cyril Porter
Cyril Henry Atwell Porter (Bridstow, 12 gennaio 1890 – 16 gennaio 1964) è stato un mezzofondista britannico.

## Palmarès
- Giochi olimpici

Stoccolma 1912: bronzo nei 3000 metri a squadre.